# Nathanael Theodor von Paulitz
Nathanael Theodor von Paulitz (* um 1735 in Marienburg; † 28. Mai 1786 in Warschau) war ein preußischer Beamter. Er war von 1777 bis 1784 Landrat des Kreises Kulm. 
Geboren in Marienburg im damaligen Polnisch-Preußen, besuchte Paulitz ab 1750 das Gymnasium in Danzig. Ab 1751 studierte er Rechtswissenschaften an der Universität Leipzig. 
Als mit der Ersten Polnischen Teilung 1772 das bisherige Polnisch-Preußen an das Königreich Preußen kam, war Paulitz als Hofrat und Hofgerichtsassessor in seiner Heimatstadt Marienburg tätig. Bald darauf wurde er Justizdirektor des Landvogteigerichts in Kulm. 
1777 wurde er als Nachfolger von Dietrich von Ahlefeldt zum Landrat des Kreises Kulm ernannt. 1784 nahm er seinen Abschied, sein Nachfolger war August Christian Ludwig von Puttkamer. 
Paulitz war seit Mitte 1783 als Beauftragter der Preußischen Seehandlung in Warschau tätig. Hier betätigt er sich in der Verwaltung und Prozessführung um im Königreich Polen gelegene Güter des 1782 abgesetzten Chefs der Seehandlung, Friedrich Christoph von Görne. Paulitz starb 1786 in Warschau; sein Nachfolger als Beauftragter der Seehandlung in Warschau wurde Adalbertus Ludwig von Husarzewsky.